# 東海道貨物線
東海道貨物線（日语：／ Tōkaidō Kamotsu sen */?）是一條連結日本東京都港區的濱松町站與神奈川縣小田原市的小田原站，屬於東日本旅客鐵道（JR東日本）之鐵路線的通稱。由東海道本線的貨物支線與複複線路段、南武線的貨物支線組成。

## 概要
東海道本線的濱松町站－東京貨運站－濱川崎站間的貨物支線、南武線的濱川崎站－八丁畷站間的支線（濱川崎支線）、東海道本線的八丁畷站－鶴見站間、鶴見站－橫濱羽澤站－東戶塚站間的各貨物支線與東海道本線的東戶塚站－小田原站間的本線與旅客線並行的複線組成的貨物線的通稱。同為東海道本線的貨物支線還包括品鶴線、高島線。當中濱松町站－東京貨運站間又通稱「大汐線」（日语：／ Ōshio sen */?，東京貨運站位於大井埠頭與曾設有貨運站的汐留站各取首字）的通稱。另外現在雖然不再使用，以前舊鹽濱操－鶴見站間稱為「鶴鹽線」。
濱松町站－東京貨運站間伴隨都營地下鐵大江戶線的工程而休止。在大江戶線的工程完工後，東京貨運站至田町站附近東海道新幹線回廠線併設的複線與橋梁等仍然維持，田町站－濱松町站以單線放置於新幹線旁邊。濱松町附近因東京單軌電車羽田機場線站舍移動而拆去軌道（後來因計劃改變而沒有移動站舍），濱松町大廈的敷地由JR東日本、野村不動產、NREG東芝不動產共同公佈再開發計劃，再開發地區與濱松町站預定以步行者專用道路連接。

### 路線資料
品鶴線、高島線參見各自的條目。
- 管轄（事業類別）：東日本旅客鐵道（第一種鐵道事業者）、日本貨物鐵道（第二種鐵道事業者）
- 路段（營業距離）：
  - 東海道本線貨物支線：濱松町站－東京貨運站－濱川崎站間 20.0公里
  - 南武線支線：八丁畷站－濱川崎站間 3.0公里
  - 東海道本線貨物支線：鶴見站－八丁畷站間 2.3公里
  - 東海道本線貨物支線：鶴見站－橫濱羽澤站（日语：横浜羽沢駅）－東戶塚站 16.0公里
  - 東海道本線（複複線路段）：東戶塚站－小田原站間 47.2公里
- 軌距：1067毫米
- 電氣化路段：全線（直流1500V）
  - 但是休止路段的濱松町站－東京貨運站間拆去了高架電纜。
- 複線路段：全線

濱松町站－東京貨運站間由東日本旅客鐵道東京支社管轄，川崎貨運站以西各路段由橫濱支社管轄。

## 車站列表
品鶴線與高島線除外。東戶塚站－小田原站間（旅客線併走路段）只限記載貨物線上貨運站或有旅客月台的車站與貨物線的分岔車站
- （貨）：貨物專用站
- 貨物處理 … ◆、◇：處理（◇沒有定期貨物列車到發），空白：不處理
- 旅客月台 … ●：貨物線上存有旅客月台，△：貨物線上沒有但旅客線上有月台，空白：沒有旅客月台
 （濱川崎站－川崎新町站間有南武支線電車行走，鶴見站－小田原站間有湘南Liner一部分在貨物線上行走）
- 接續路線 … 只限記載JR在來線（正式路線名或支線名）與貨物相關路線

| 正式路線名 |                | 中文站名         | 日文站名      | 英文站名     | 站間 營業距離    | 累計 營業距離  | 貨物處理                   | 旅客月台 | 接續路線、備註                                                                           | 所在地   | 所在地        | 所在地        |
| ---------- | -------------- | ---------------- | ------------- | ------------ | ---------------- | -------------- | -------------------------- | -------- | ---------------------------------------------------------------------------------------- | -------- | ------------- | ------------- |
| 東海道本線 | 支線           | 濱松町           |               |              | -                | 濱松町起計 0.0 |                            | △        | 東日本旅客鐵道：東海道本線（本線） ※休止中                                               | 東京都   | 港區          | 港區          |
| 東海道本線 | 支線           | （貨）東京貨運站 |               |              | 7.1              | 7.1            | ◆                          |          |                                                                                          | 東京都   | 品川區        | 品川區        |
| 東海道本線 | 支線           | （貨）川崎貨運站 |               |              | 7.6              | 14.7           | ◆                          |          | 神奈川臨海鐵道：浮島線、千鳥線                                                           | 神奈川縣 | 川崎市 川崎區 | 川崎市 川崎區 |
| 東海道本線 | 支線           | 濱川崎           |               |              | 5.3              | 20.0           | ◆                          | △        | 東日本旅客鐵道：鶴見線                                                                   | 神奈川縣 | 川崎市 川崎區 | 川崎市 川崎區 |
| 南武線     | 支線           | 濱川崎           | 尻手起計 4.1  |              | 5.3              |                | ◆                          | △        | 東日本旅客鐵道：鶴見線                                                                   | 神奈川縣 | 川崎市 川崎區 | 川崎市 川崎區 |
| 南武線     | 支線           | 小田榮           |               |              | 1.4              | 2.7            |                            | ●        |                                                                                          | 神奈川縣 | 川崎市 川崎區 | 川崎市 川崎區 |
| 南武線     | 支線           | 川崎新町         |               |              | 0.7              | 2.0            |                            | ●        |                                                                                          | 神奈川縣 | 川崎市 川崎區 | 川崎市 川崎區 |
| 南武線     | 支線           | 八丁畷           | 0.9           | 1.1          |                  | △              | 東日本旅客鐵道：南武線支線 |          |                                                                                          | 神奈川縣 | 川崎市 川崎區 | 川崎市 川崎區 |
| 東海道本線 | 支線           | 八丁畷           | 0.9           | 鶴見起計 2.3 |                  | △              | 東日本旅客鐵道：南武線支線 |          |                                                                                          | 神奈川縣 | 川崎市 川崎區 | 川崎市 川崎區 |
| 東海道本線 | 支線           | 鶴見             |               |              | 2.3              | 0.0            |                            | △        | 東日本旅客鐵道：東海道本線（本線、品鶴線、高島線）、武藏野線、南武線貨物支線（尻手方向） | 神奈川縣 | 橫濱市        | 鶴見區        |
| 東海道本線 | 支線           | （貨）橫濱羽澤   |               |              | 8.8              | 8.8            | ◆                          |          |                                                                                          | 神奈川縣 | 橫濱市        | 神奈川區      |
| 東海道本線 | 支線           | 羽澤橫濱國大     |               |              | 8.8              | 8.8            |                            | △        | 相模鐵道：相鐵新橫濱線 車站不是設在貨物線上而在分岔軌道上                                | 神奈川縣 | 橫濱市        | 神奈川區      |
| 東海道本線 | 支線           | 東戶塚           |               |              | 橫濱羽澤起計 7.2 | 16.0           |                            | △        | 東日本旅客鐵道：東海道本線（本線）                                                       | 神奈川縣 | 橫濱市        | 戶塚區        |
| 東海道本線 | 旅客線並行路段 | 東戶塚           | 東京起計 36.7 |              | 橫濱羽澤起計 7.2 |                |                            | △        | 東日本旅客鐵道：東海道本線（本線）                                                       | 神奈川縣 | 橫濱市        | 戶塚區        |
| 東海道本線 | 旅客線並行路段 | 大船             |               |              | 9.8              | 46.5           |                            | △        | 東日本旅客鐵道：根岸線、橫須賀線                                                         | 神奈川縣 | 橫濱市        | 榮區          |
| 東海道本線 | 旅客線並行路段 | 大船             | 鎌倉市        |              | 9.8              | 46.5           |                            | △        | 東日本旅客鐵道：根岸線、橫須賀線                                                         | 神奈川縣 |               |               |
| 東海道本線 | 旅客線並行路段 | 藤澤             |               |              | 4.6              | 51.1           |                            | ●        |                                                                                          | 神奈川縣 | 藤澤市        | 藤澤市        |
| 東海道本線 | 旅客線並行路段 | 茅崎             |               |              | 7.5              | 58.6           |                            | ●        | 東日本旅客鐵道：東海道本線（本線）、相模線                                               | 神奈川縣 | 茅崎市        | 茅崎市        |
| 東海道本線 | 旅客線並行路段 | （貨）相模貨運站 |               |              | 7.1              | 65.7           | ◆                          |          | 設於平塚站－大磯站間                                                                     | 神奈川縣 | 中郡大磯町    | 中郡大磯町    |
| 東海道本線 | 旅客線並行路段 | 國府津           |               |              | 12.0             | 77.7           |                            | △        | 東海旅客鐵道：御殿場線                                                                   | 神奈川縣 | 小田原市      | 小田原市      |
| 東海道本線 | 旅客線並行路段 | （貨）西湘貨運站 |               |              | 1.9              | 79.6           | ◇                          |          | 設於國府津站－鴨宮站間                                                                   | 神奈川縣 | 小田原市      | 小田原市      |
| 東海道本線 | 旅客線並行路段 | 小田原           |               |              | 4.3              | 83.9           | ◇                          | △        | 東日本旅客鐵道：東海道本線（熱海方向）                                                   | 神奈川縣 | 小田原市      | 小田原市      |

1. 1 2  書類上視為旅客站。
2. 1 2  八丁畷站、東戶塚站貨物線列車不停靠，書類上是路線分岔點。

國鐵時代，濱川崎－鶴見間設定了東海道本線（支線）的營業距離，南武線則只限川崎新町站與八丁畷站設定營業距離。

### 廢除路段
括號內為起點起計的營業距離。
1996年廢除（大汐線）
品川（0.0）－濱松町（3.7）
1985年廢除（芝浦線）
汐留（0.0）－芝浦（2.8）
1984年廢除（東京市場線）
汐留（0.0）－東京市場（1.1）
1973年廢除
川崎（0.0）－小田操車場（2.3）－濱川崎（4.1）

### 廢站
#廢除路段的車站除外。
- 汐留站：1986年廢除，品川－東京貨運站間（品川起計4.9公里）
- （貨）湘南貨運站（日语：湘南貨物駅）：1985年廢除，大船－藤澤間（東京起計49.0公里）

## 腳注

### 來源
1. ↑  . 交通新聞 (交通新聞社). 2017-08-17: 1.
2. 1 2  . JTB. 1998.
3. ↑  . 鉄道・運輸機構、相模鉄道、東京急行電鉄.   [2019-02-27]. （原始内容存档于2018-05-02）.

## 外部連結
- 東海道貨物支線貨客併用化整備検討協議会 （页面存档备份，存于） - 神奈川県県土整備局都市部交通企画課
- 相模鉄道 都心直通プロジェクト （页面存档备份，存于） - 横浜羽沢駅 - 鶴見駅間の旅客化についてのプロジェクト
- 駅が無い！東戸塚～生麦間線路、その真相は！？ （页面存档备份，存于） はまれぽ.com（2012年10月28日）- 鶴見駅 - 横浜羽沢駅 - 東戸塚駅間について取材した記事